# Кошеня (Цілком таємно)
Кошеня (англ. Kitten) — 6-й епізод одинадцятого сезону серіалу «Цілком таємно». Прем'єра в мережі «Фокс» відбулася 7 лютого 2018 року. Під час початкового ефіру в США його переглянули 3.74 мільйона глядачів.

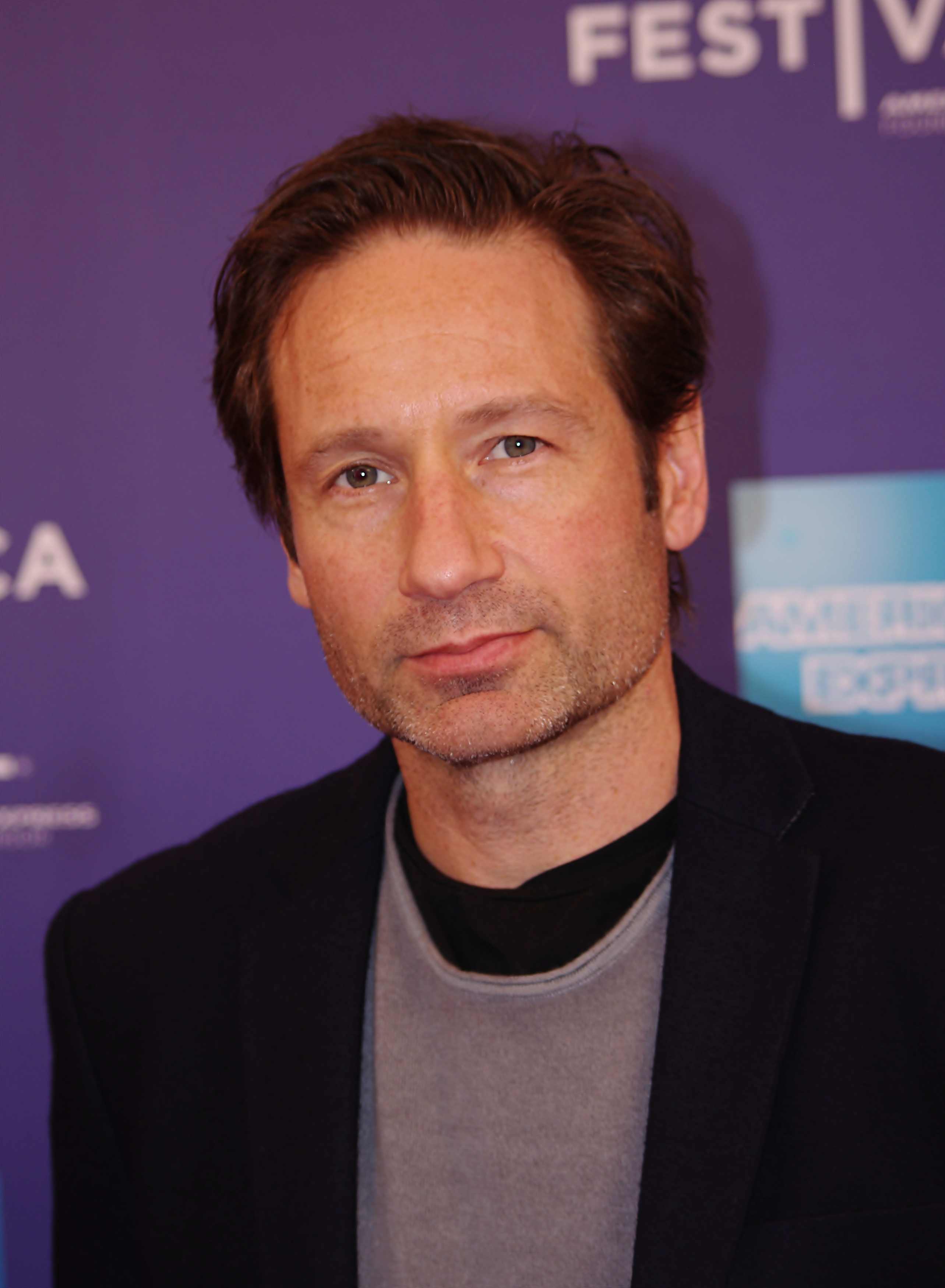

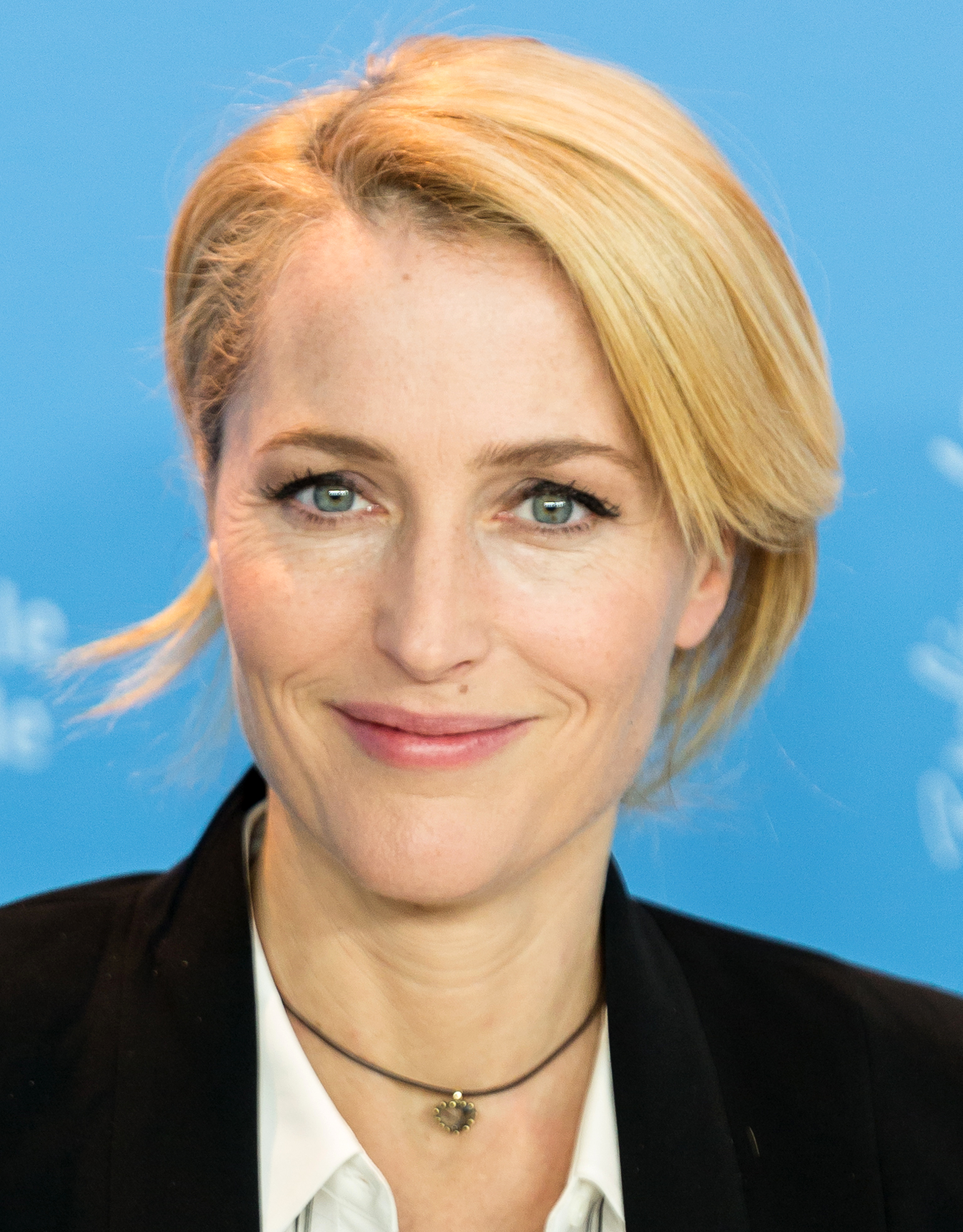

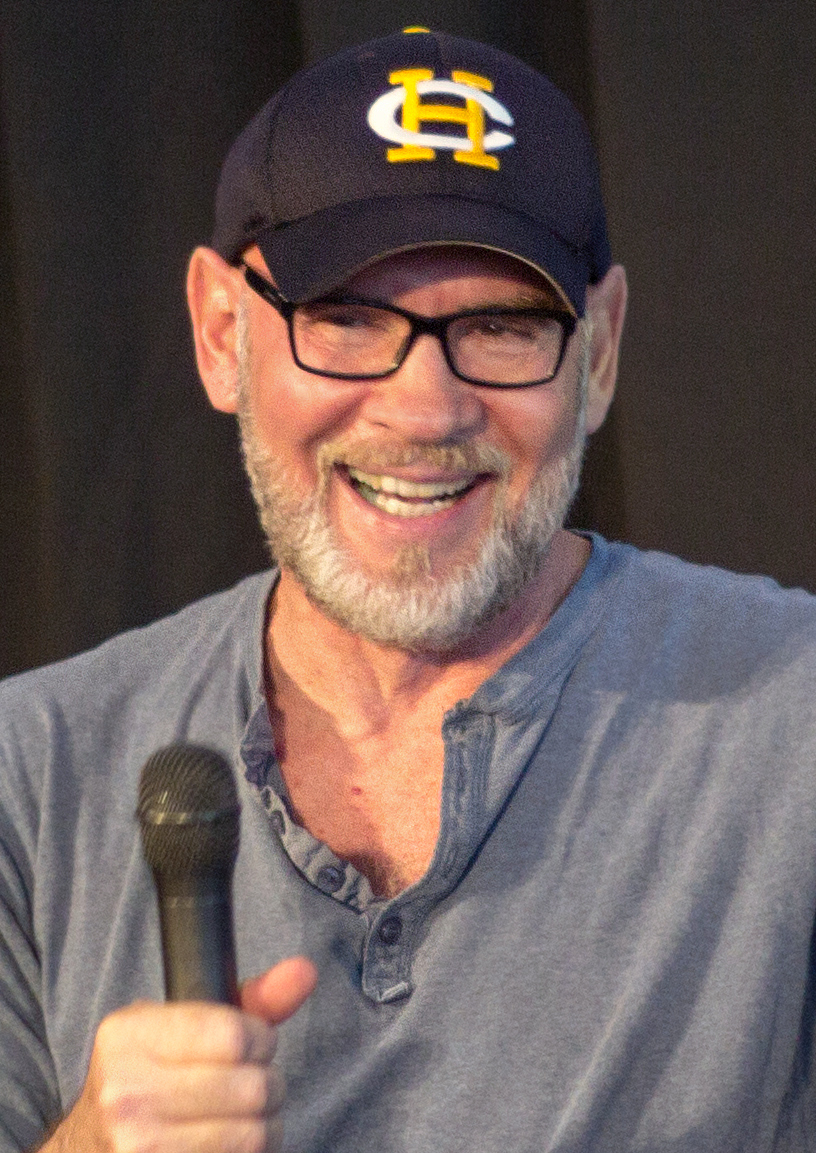

Волтер Скіннер зникає після того, як отримує тривожне повідомлення зі свого минулого. Малдер і Скаллі повинні знайти його. Але коли вони починають розкривати таємниці Скіннера, то починають сумніватися, чи можна довіряти Волтеру.

## Зміст
Війна не закінчується ніколи
У 1969 році під час війни у В'єтнамі взводу американських морських піхотинців, у тому числі Волтеру Скіннеру і Джону «Кошеня» Джеймсу, доручено доставити ящик з маркуванням «MKNAOMI» у вказане місце (околиці Ке СанУ). Після висадки З гелікоптера вони потрапляють під вогонь супротивника і змушені сховатися у хатині із групою в'єтнамських мирних жителів. Скіннер вирушає на допомогу пораненому товаришеві, а тим часом із ящика, пошкодженого внаслідок перестрілки, починає поширюватися газ жовтого кольору. Повернувшись у хатину, Скиннер виявляє, що «Кошеня» перебив усіх мирних жителів. «Кошеня» скрізь бачить монстрів.
У 2018 році заступник директора ФБР Елвін Керш викликає до себе агентів Фокса Малдера та Дейну Скаллі і запитує їх про місцезнаходження Скіннера, який безвісти зник. Малдер і Скаллі оглядають квартиру Волтера і виявляють, що Скіннер отримав поштою (адресоване молодшому капралу 3-го полку морської піхоти Скіннеру) відрізане вухо і записку «Монстри вже тут». Посилання було надіслано з містечка Мад Лік (штат Кентуккі). Скаллі запитує в ФБР дані про службу Скіннера у В'єтнамі та його товаришів по службі, і виявляє, що вся ця інформація засекречена.
Після прибуття в Мад Лік Малдер та Скаллі оглядають у міському морзі труп без вуха, і Малдер підозрює, що жертва є товаришем по службі Скіннера із секретного списку. Як виявилося, загиблий чоловік потрапив у «пунджі-капкан» — пастку з колів бамбука, яку використовували в'єтконгівці проти американців під час війни у В'єтнамі. Місцевий шериф розповідає агентам про те, що у мешканців містечка з незрозумілих причин випадають зуби, а також ділиться чутками, за якими люди бачили у лісі монстра.
Наступного дня на дні пастки пунджі знаходять тіло Банджо, ще одного ветерана В'єтнамської війни. Відеокамера, встановлена у лісі для моніторингу оленів, зафіксувала смерть Банджо, а також Скіннера, який приходить до ями незабаром після інциденту. Малдер і Скаллі позбавляються підтримки місцевого шерифа, коли намагаються переконати його, що їхній керівник Скіннер не може бути причетний до вбивства. На відео Малдер помічає поряд з пасткою фігуру в масці: це і є «монстр», який тероризує місто.
Скіннер приходить у лісовий будиночок Дейві Джеймса, сина «Кошеняти». Волтер згадує — як йому двелося вбити дитину — всю обвішану гранатами. Дейві звинувачує Скіннера в тому, що він поламав життя його батька. Після повернення додому з В'єтнаму «Кошеня» постав перед військовим трибуналом і через свідчення Скіннера 38 років провів у психіатричній клініці «Глейзбрук». Батько багато розповідав Дейві про службу у В'єтнамі та про монстрів у джунглях, яких він бачив під впливом бойового газу. За словами Дейві, його батько не збожеволів, як заявив Скіннер на трибуналі, але йому ніхто не вірив.
Дейві дорікає Скіннеру, що під час суду над «Кошеням» він навіть не заїкнувся про застосування газу, і запитує, як він міг вчинити так з другом. На своє виправдання Скіннер заявляє, що йому заборонили на трибуналі говорити про газ, і він підкорився наказу начальства. З того часу він жив з почуттям провини і згадував про «Кошеня» щодня. Скіннер просить Дейві відвести його до баька. Дейві приводить його до дерева, на якому «Кошеня» повісився місяць тому після виписки з психлікарні. Скіннер йде до трупа, провалюється в яму-пунджі і отримує наскрізне поранення одним із гостряків. Дейві швидко прикриває яму із Скіннером.
До Дейві приїжджають Малдер і Скаллі, але він стверджує, що не знає Скіннера, і розповідає, що його батько та інші солдати, які зазнали впливу бойового газу, були поміщені до Глейзбрука, де над ними продовжилися експерименти. Головним завданням цих дослідів було перетворення солдатів на більш ефективну зброю на війні завдяки перетворенню їхніх страхів на агресію. Як стверджує Дейві, після багатьох років випробувань у руках уряду виявились кошти, що дозволяють тримати під контролем розуми мільйонів громадян і впливати на прийняття рішень, отруївши їх цією отрутою.
Скаллі відноситься до історії зі скепсисом, але Малдер нагадує, що Міноборони та ЦРУ з 1950-х років працювали над низкою секретних програм контролю над розумом, у тому числі проект «МК-Ультра». Батько Дейві вважав, що проєкт, у якому брав участь, був продовженням проекту «МК-Ультра». Дейві впевнений, що уряд США активно використовує хімікат у наші дні: можливо, отруюючи їм воду, або продукти, або ж розпорошуючи в повітрі з комерційних лайнерів.
Малдер і Скаллі дякують Дейві за розповідь і їдуть. Малдер каже, що Дейві бреше, що не знає Скіннера — він знайшов у фотоальбомі спільні фотографії "Кошенятм"та Скіннера. Малдер повертається назад у будинок Дейві та знаходить у шафі костюм «монстра». Він чує заклики Скіннера про допомогу та знаходить його в ямі. Дейві намагається влаштувати агентам засідку, але стає жертвою однієї з власних пасток.
Скаллі та Малдер запитують Скіннера, чи є правдою твердження Керша про те, що через них Волтер був позбавлений шансів на кар'єрне зростання у ФБР. Скіннер визнає, що випадок з «Кошеням» у В'єтнамі зруйнував його віру в уряд, але готовність Малдера і Скаллі слідувати істині, де б вона не знаходилася, відновила віру в людей. Він вирішує повернутися до Вашингтона і використати свою посаду для боротьби зі зловживаннями з боку уряду. Коли Скіннер виходить із будиночка, у нього випадає один із зубів.
В епілозі серії літак сільськогосподарської авіації розпорошує над полем газ жовтого кольору, а в блакитному небі видно конденсаційний слід від комерційного лайнера. За кадром звучить голос Дейві, який повторює слова про урядову змову.

## Зйомки
Після 10 сезону актор Мітч Піледжі сказав творцю серіалу Крісу Картеру про те, що його персонаж не використовується: "Минулого сезону я скиглив про те, що мені не вистачає екранного часу або що мені не вистачає роботи в шоу. І одного разу, коли я був розмовляючи з Крісом про це, я запитав: «Чи справді для Скіннера важко писати?» І він сказав: «Ні». І я подумав: «Ну як же ми цього не зробили?», — каже він, сміючись. «Це смішно, тому що Гейб Роттер стояв там, слухав цю розмову, і він сказав, що саме тоді в його голові згасло світло».
Зйомки сезону розпочалися в серпні 2017 року у Ванкувері, Британська Колумбія, де знімався попередній сезон разом із оригінальними п'ятьма сезонами шоу.
В епізоді показано повернення Джеймса Пікенса-молодшого в ролі Елвіна Керша, який востаннє з'являвся в оригінальному фінальному епізоді серіалу, який вийшов в ефір у травні 2002 року. Також в головній ролі є Гейлі Джоел Осмент, який грає роль батька-сина Джона «Кошеняти». Джеймс (у спогадах) і Дейві Джеймс (в сьогоденні), чий кастинг був оголошений у жовтні 2017 року. Роль молодого Волтера Скіннера зіграв племінник Мітча Піледжі, Корі Ремпел.
Епізод був написаний продюсером Гейбом Роттером, це стало його першим сценариієм для серіалу. Раніше Роттер працював помічником сценаристів у 9 сезоні. Його режисером стала Керол Бенкер, яка була керівником сценарію в оригінальному серіалі, а також зняла епізод «Самотніх стрільців».

## Показ і відгуки
Епізод отримав загалом позитивні відгуки критиків. На «Rotten Tomatoes» рейтинг схвалення становить 75 % із середньою оцінкою 6,44 із 10 на основі 8 відгуків.
Під час початкового ефіру в США 7 лютого 2018 року він отримав 3,74 мільйона глядачів, що трохи більше, ніж попереднього тижня — коли було 3,64 мільйона глядачів.
Станом на вересень 2022 року на сайті «IMDb» серія отримала 7.9 бала підтримки з можливих 10 при 2čžš голосах користувачів. Оглядач Мет Фаулер для «IGN» писав так: «В паперовому вигляді історія, зосереджена на Скіннері, може бути дуже веселою, але „Кошеня“ було чимось на кшталт похмурої випадковості за цифрами з цікавими емоційними ставками. У ньому була весела запрошена зірка та кілька неприємних фрагментів екшну, але загалом це не було корисним навантаженням, яке варто захищати».
В огляді «IndieWire» зазначено так: «Найкраще, що можна сказати про „Кошеня“ на рівні оповідання, це те, що приємно бачити — як Кріс Картер і його співробітники підходять до 11 сезону як до більш взаємопов'язаної справи (ніж до 10 сезону). Другий тиждень поспіль епізод, який міг здаватися самостійним, став суттєвим у розповіді сезону.» Оглядач Кріс Лонго для «Den of Geek» зазначав так: «„Кошеня“ робить багато речей правильно, і йому вдалося стати одним із найкращих епізодів „Секретних матеріалів“ цього сезону, але в цій частині все ще є багато грубих ланок. Весь матеріал у „Mud Lick“ падає досить однозначно, і взаємодія Малдера та Скаллі з їхнім відділом поліції залишає бажати кращого. Також важко не здригнутися перед Тригером Девісом, „чарівним безпритульним“, який одразу попереджає ФБР про „Кошеня“. Його поява абсолютно непотрібна і насправді лише заплутує те, що відбувається. „Кошеня“ може бути не ідеальним епізодом Волтера Скіннера, але він знаменує сильний початок і принаймні доводить, чому персонаж заслуговує більше шансів зіграти в головній ролі.»

## Знімалися
| Актор                  | Роль                   |
| ---------------------- | ---------------------- |
| Девід Духовни          | Фокс Малдер            |
| Джилліан Андерсон      | Дейна Скаллі           |
| Мітч Піледжі           | Волтер Скіннер         |
| Корі Ремпел            | молодий Волтер Скіннер |
| Брендан Патрік Коннор  | Мак Стензлер           |
| Джеймс Пікенс-молодший | Елвін Керш             |
| Гейлі Джоел Осмент     | молодий Джон "Кошеня"  |